# Sulk
Sulk è il terzo album del gruppo scozzese Associates, pubblicato dalla Beggars Banquet Records nel 1982. È stato l'album di maggiore successo nella carriera del gruppo (numero 10 nella UK Chart) ma anche l'ultimo realizzato dalla formazione originale con Billy MacKenzie e Alan Rankine.

## Tracce
Lato A
1. Arrogance Gave Him Up – 3:00
2. No – 5:50
3. Bap De La Bap - 4:18
4. Gloomy Sunday (Rezső Seress, Sam M. Lewis) – 4:11
5. Nude Spoons - 4:21

Lato B
1. Skipping (Rankine, Mackenzie, Michael Dempsey) – 4:03
2. It's Better This Way – 3:30
3. Party Fears Two – 5:12
4. Club Country – 5:32
5. nothinginsomenthingparticular - 2:19